# Astragalus gilmanii
Astragalus gilmanii är en ärtväxtart som beskrevs av Tiderstr. Astragalus gilmanii ingår i släktet vedlar, och familjen ärtväxter. Inga underarter finns listade i Catalogue of Life.